# Нью-Йорк Янкис
«Нью-Йорк Янкис» (англ. New York Yankees) — профессиональный бейсбольный клуб, базирующийся в Бронксе, одном из пяти районов города Нью-Йорка. Команда выступает в Восточном дивизионе Американской лиги (АЛ) Главной лиги бейсбола (МЛБ). В 1882—1899 годы в Балтиморе играла команда «Балтимор Ориолс». В 1900 году она не выступала ни в одной из лиг. А в 1901 году была основана новая команда «Балтимор Ориолс» с бывшим тренером и семью игроками предыдущей команды. В том же 1901 году «Нью-Йорк Янкис» вошли в число первых восьми команд образовавших Американскую лигу. В 1903 году она переехала в Нью-Йорк и стала называться «Нью-Йорк Хайлендэрс» (New York Highlanders). В 1913 году клуб получил своё нынешнее название. С 1923 по 2008 год домашним стадионом команды был Янки (I), одно из величайших спортивных сооружений. В 2009 году команда переехала на новый стадион, получивший такое же название «Янки-стэдиум» (II).
На сегодняшний момент клуб, последний раз выигравший в Мировой серии в 2009, тем не менее, возглавляет лигу по полученным доходам и по званиям чемпиона, с 27 победами в Мировой серии и 40 победами в Американской лиге. Это больше, чем у какой-либо другой команды из четырёх профессиональных спортивных лиг Северной Америки. На всем протяжении своего существования за команду выступала целая плеяда самых знаменитых игроков в истории Главной лиги бейсбола, в числе которых: Бейб Рут, Лу Гериг, Джо Ди Маджо, Микки Мэнтл, Йоги Берра. Сорок три игрока «Нью-Йорк Янкис» и одиннадцать главных тренеров команды были включены в Бейсбольный Зал славы, также в команде есть 16 номеров игроков клуба закончивших карьеру, которые навечно присвоены им.
«Янкис» добились широкой популярности и преданных фанатов, несмотря на то что во время владения командой Джорджем Штейнбреннером, они приобрели противоречивую репутацию из-за крупных расходов на зарплату игроков ради привлечения в команду лучших талантов лиги. Их соперничество с «Бостон Ред Сокс» возможно самое «жестокое» и самое «старое» в истории Североамериканского профессионального спорта. Для поддержки «Янкис» и увеличения их зрительской аудитории, предназначен телевизионный канал YES Network, начавший своё вещание в 2002 году.

## История

### Начало: Балтимор (1901—1902)
В конце 1900 года, президент Западной лиги Бэн Джонсон реорганизовал лигу, добавив команды из трех восточных городов, которые сформировали Американскую лигу. Планы разместить клуб в Нью-Йорке были блокированы командой Национальной лиги Нью-Йорк Джайентс (сейчас команда базируется в Сан-Франциско и называется «Сан-Франциско Джайентс»), которая обладала достаточным политическим влиянием для того что оставить их вне Американской лиги. Вместо этого, команда была размещена в Балтиморе, штат Мэриленд, город который остался за бортом соревнований в 1900 году, во время сокращения Национальной лиги с 12 до 8 команд.
Под названием «Ориолс» (рус. «Иволги»), команда начала выступать в 1901, под управлением Джона МакГроу. На протяжении всего сезона 1902 года МакГроу враждовал с Джонсоном и в тайне «дезертировал» в «Джайентс». В середине сезона, МакГроу помогал и консультировал «Джайентс», при этом соблюдая интересы «Ориолс» и начал доносить их до игроков, до тех пор пока не вмешалась Американская лига и не взяла контроль над командой. В январе 1903, состоялась «мирная конференция» между двумя лигами для разрешения споров и попытки сосуществования. На конференции, Джонсон потребовал, чтобы команда Американской лиги была расположена в Нью-Йорке, и играла параллельно команде «Джайентс» Национальной лиги. В ходе голосования 15 из 16 владельцев команд Главной лиги согласились на это, единственным противником данного решения оказался Джон Т. Браш, хозяин «Джайентс». В результате Национальная лига согласилась с решением учредить клуб в Нью-Йорке. Новые владельцы «Ориолс» Фрэнк Дж. Фаррелл и Вильям С. Дэвери начали строительство стадиона, место размещения не было опротестовано Джайентс и команда из Балтимора переехала в Нью-Йорк.

### Переезд в Нью-Йорк: эпоха Хайлендэрс (1903—1912)
Новый стадион команды, Хилтон Парк (англ. Hilltop Park) (формально известный как «Поле Американской лиги» англ. «American League Park»), был построен в северном Манхэттене на одной и самых высоких точек острова между 165-й и 168-й улицами, в нескольких кварталах от более вместительного Поло Граундс (англ. Polo Grounds). Команда получила название «Нью-Йорк Хайлендэрс» (англ. New York Highlanders) по двум причинам: во-первых это ссылка на место дислокации команды на возвышенности (с англ. Highlander — горец), во-вторых напоминание о Британском армейском подразделении Гордон Хайлендерс (англ. Gordon Highlanders), название которого совпадает с фамилией президента клуба Джозефа Гордона. Среди всех членов Американской лиги команда была прозвана «Нью-Йорк Американс». Спортивный редактор газеты «Нью-Йорк Прэсс» Джим Прайс в 1904 году придумал упрощенное прозвище для клуба «Янкис», потому что оно проще помещалось на заголовке статьи.
Наибольшим успехом для Хайлендерс было второе место в сезоне 1904, 1906 и 1910 годов, 1904 год был для клуба самым плотным в погоне за званием чемпиона Американской лиги. В этот год в последний день сезона они проиграли решающую игру команде «Бостон Американс», которые в последуещем стали именоваться «Бостон Ред Сокс». Этот матч имел историческое значение, поскольку ведущая роль Хайлендерс в гонке за чемпионское звание стала причиной того, что Джайентс объявили о том, что они не будут играть против чемпиона АЛ. Мировая серия не была пропущена на протяжении 90 лет, до 1994 года когда был усечен весь сезон по причине забастовки. Это был последний раз когда «Бостон» превзошёл «Нью-Йорк» в количестве выступлений в финальной игре Лиги в течение столетия. 1904 был годом когда питчер Джек Чезбро установил рекорд для одного сезона с 41 победой, который до сих пор не побит (в соответствии с существующей игровой практикой, это вероятно самый «небьющийся» рекорд).

### Новые владельцы, новый дом и новое имя: эпоха Поло Граундс (1913—1922)
Поло Граундс сгорел дотла в 1911 и Хайлендерс разрешили Джайентс играть в Хилтон Парке во время реконструкции. Отношения между двумя командами накалились и Хайлендерс переезжали в новый заново отстроенный Поло Граундс в 1913 году. Теперь выступая на реке Гарлем на большом расстоянии от их «высотного» дома, название Хайлендерс не долго применялось и послужило поводом для обсуждения в прессе. СМИ уже широко переняли прозвище «Янкис» придуманное газетой «Нью-Йорк Пресс» и в 1913 году команда официально была названа «Нью-Йорк Янкис».
К середине 1910-х владельцы команды Фаррелл и Дэвери все больше отдалялись от бейсбола и они оба страшно нуждались в деньгах. В начале 1915 они продали команду полковнику Джейкобу Рупперту и капитану Тиллингхасту Л’Хоммэдеу Хастону за $1,25 миллионов долларов. Рупперт унаследовал состояние — пивоваренный завод, обеспечивая «Янкис» владельцем, который обладал глубокими «карманами» и готовностью создать из них команду победителя. Это привело команду к большему успеху и престижу чем мог себе представить Рупперт.

### Слаггеры и Стадион: эпоха Рута и Герига (1923—1935)
Около 1920 года, между «Янкис», «Ред Сокс» и «Чикаго Уайт Сокс» произошло ослабление напряженности. Их действиям противостоял Бэн Джонсон, который дал им прозвище «Мятежники». Эта разрядка напряженности сыграла на руку «Янкис», так как увеличила их платежную ведомость. Большинство новых игроков, которые позднее вносили вклад в успех команды переходили из «Бостон Ред Сокс», чей владелец, Гарри Фрейзи, который торговал своими игроками за большие суммы денег. Аутфилдер/питчер Бейб Рут был самым талантливым из всех приобретений из «Бостона», и впоследствии эта сделка не давала покоя «Ред Сокс» в течение следующих 86-ти лет, за этот промежуток времени команда не выиграла ни одной Мировой серии.

### 1973—1981: новый владелец, Мартин, Джексон и Мансон: зоопарк в Бронксе

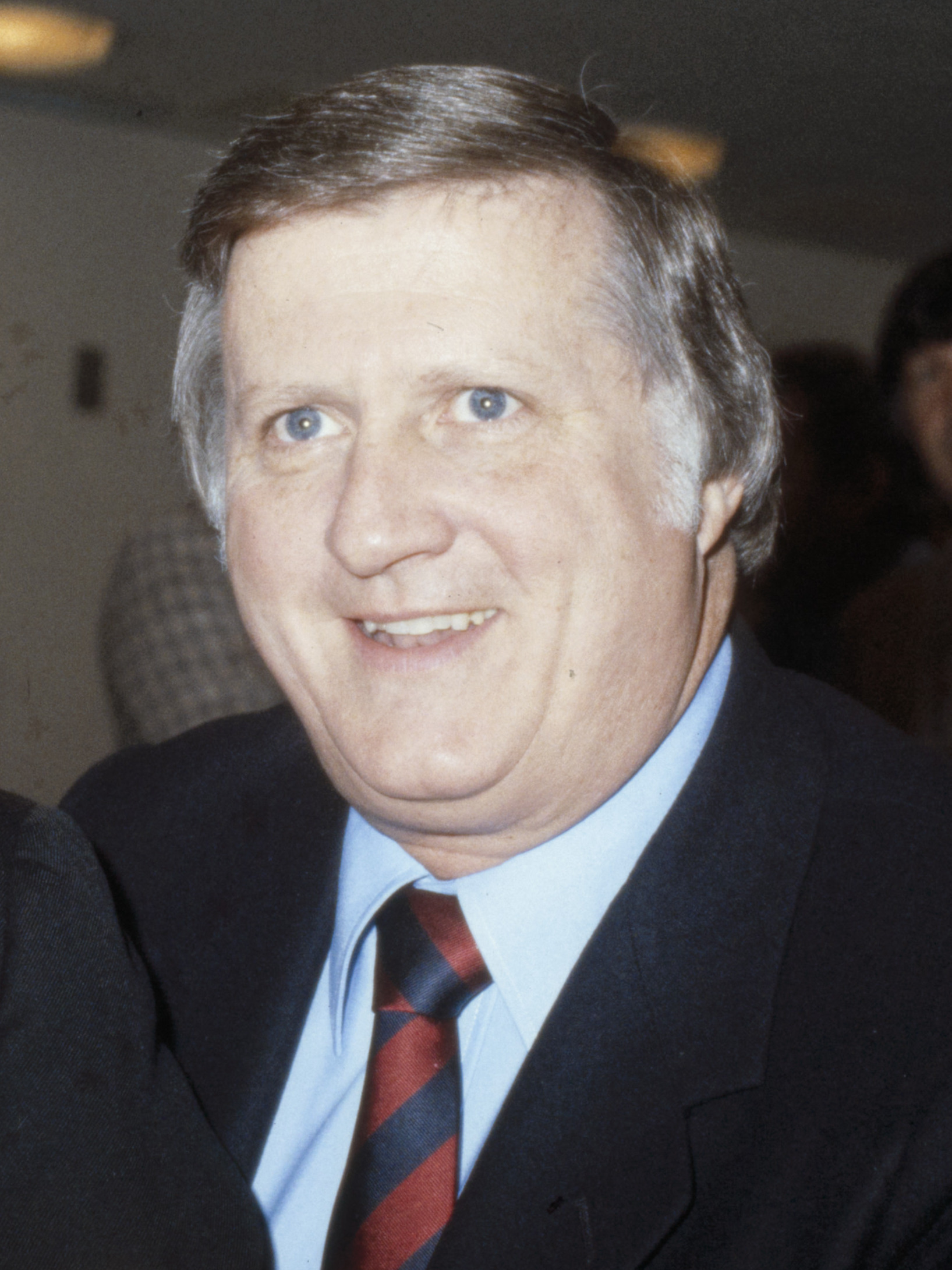
Джордж Штейнбреннер в 1973 г. купил команду в составе группы инвесторов.

3 января 1973 г. CBS сообщила о продаже команды за 10 млн долл. синдикату из 12 инвесторов во главе с кораблестроителем из Кливленда и совладельцем «Чикаго Буллз» Джорджом Штейнбреннером (р. 1930 — ум. 2010 гг.). Э. Майкл Берк, который занял пост президента команды в 1966 году, ушел с поста президента в апреле, но остался в организации в качестве консультанта владельца. В течение года Стейнбреннер выкупил большинство акций других своих партнеров и стал основным владельцем команды, хотя Берк продолжал владеть миноритарной долей в 1980-х годах.

## Упоминание

### В литературе
- В романе «Девочка, которая любила Тома Гордона» Стивена Кинга, автор описывает команду «Нью-Йорк Янкис» таким образом:

Еще одна профессиональная бейсбольная команда, выступающая, как и «Бостон Ред сокс» в Восточном отделении Американской бейсбольной лиги.

### Кино и телевидение
- «Бейб был только один» (англ. The Babe) — фильм 1992 года режиссёра Артура Хиллера.
- Миллионы Брюстера
- Ситком «Сайнфелд» — Джордж Костанза (Джейсон Александер) один из главных персонажей сериала работает на различных должностях в данном бейсбольном клубе.
- «Победитель» (англ. Everyone's Hero) — приключенческий мультфильм 2006 года американо-канадского производства, рассказывающий историю озорного мальчишки Янки. Главный герой является фанатом бейсбольной команды «Нью-Йорк Янкис». Янки доставляет для бейсболиста Бейба его биту, которая была украдена соперниками.
- Гордость янки
- Поймай меня, если сможешь команда упоминается в фильме.